# 妮古拉·扎加梅
妮古拉·扎加梅（英語：Nicola Zagame，1990年8月11日—），出生於新南威爾斯州的首府悉尼，澳大利亞女子水球运动员，亦為澳大利亞國家女子水球隊成員。

## 簡歷
2012年，妮古拉·扎加梅代表澳大利亞參加英國倫敦舉行的奥林匹克运动会女子水球比賽，在铜牌争夺赛中力克匈牙利队，贏得銅牌。

2017年妮古拉·扎加梅参加了澳洲版真人秀节目幸存者第四季，为二十四位参赛选手之一。